# Phytomyza conii
Phytomyza conii este o specie de muște din genul Phytomyza, familia Agromyzidae, descrisă de Erich Martin Hering în anul 1932.
Este endemică în Germania. Conform Catalogue of Life specia Phytomyza conii nu are subspecii cunoscute.